# Villa Benítez (Santa Cruz de Tenerife)
Villa Benítez es un barrio de la ciudad de Santa Cruz de Tenerife (Tenerife, Canarias, España), que se encuadra administrativamente dentro del distrito de Ofra-Costa Sur. 

## Localización
Limita al norte con el municipio de San Cristóbal de La Laguna y con el barrio de Vistabella, al sur con el barrio de Ballester, al este con los barrio de Villa Ascensión y Cuesta Piedra y al oeste con Vistabella. Se encuentra a 200 metros sobre el nivel del mar.[cita requerida]
El barrio toma su nombre de lo que era la finca de Anselmo J. Benítez, denominada "Villa Benítez", donde se encontraba la casa. Años más tarde, se construyó en el interior de la finca el Hotel y el Museo de Benítez. El proyecto de parcelación de Villa Benítez se aprobó en 1936.[cita requerida]

## Demografía
| 2004  | 2005  | 2006  | 2007  | 2008  | 2009  | 2010  |
| ----- | ----- | ----- | ----- | ----- | ----- | ----- |
| 1.078 | 1.130 | 1.243 | 1.238 | 1.203 | 1.201 | 1.208 |

## Edificios y lugares de interés
- Castillo de San Joaquín
- Mirador de Vistabella desde el cual se puede contemplar la ciudad de Santa Cruz.